# 76-та паралель північної широти
76-та паралель північної широти — лінія широти, що лежить на 76 градусів північніше земної екваторіальної площини, за Північним полярним колом, в Арктиці. Вона проходить через Атлантичний океан, Європу, Азію, Північний Льодовитий океан та Північну Америку.
На цій широті під час літнього сонцестояння сонце видно 24 години (полярний день), а під час зимового сонцестояння протягом доби тривають навігаційні сутінки (полярна ніч).

## Список географічних об'єктів, що перетинає 76° пн. ш.
Починаючи з Гринвіцького меридіану та рухаючись на схід, 76-та паралель північної широти проходить через:
| Координати                                                   | Країна, територія або море  | Примітки |
| ------------------------------------------------------------ | --------------------------- | --- |
| 76°0′ пн. ш. 0°0′ сх. д. / 76.000° пн. ш. 0.000° сх. д.      | Атлантичний океан           | Гренландське море Норвезьке море                                                                                               |
| 76°0′ пн. ш. 17°14′ сх. д. / 76.000° пн. ш. 17.233° сх. д.   | Баренцове море              | |
| 76°0′ пн. ш. 60°19′ сх. д. / 76.000° пн. ш. 60.317° сх. д.   | Росія                       | Нова Земля — проходить через Північний острів                                                                                  |
| 76°0′ пн. ш. 66°31′ сх. д. / 76.000° пн. ш. 66.517° сх. д.   | Карське море                | Проходить північніше островів Ізвестій ЦВК[en], Росія                                                                          |
| 76°0′ пн. ш. 92°57′ сх. д. / 76.000° пн. ш. 92.950° сх. д.   | Росія                       | Проходить через півострів Таймир                                                                                               |
| 76°0′ пн. ш. 113°32′ сх. д. / 76.000° пн. ш. 113.533° сх. д. | Море Лаптєвих               | |
| 76°0′ пн. ш. 137°54′ сх. д. / 76.000° пн. ш. 137.900° сх. д. | Росія                       | Проходить через острів Котельний, Новосибірські острови                                                                        |
| 76°0′ пн. ш. 139°34′ сх. д. / 76.000° пн. ш. 139.567° сх. д. | Східносибірське море        | |
| 76°0′ пн. ш. 140°58′ сх. д. / 76.000° пн. ш. 140.967° сх. д. | Росія                       | Проходить через Землю Бунге, Новосибірські острови та Фадєєвський півострів                                                    |
| 76°0′ пн. ш. 142°8′ сх. д. / 76.000° пн. ш. 142.133° сх. д.  | Східносибірське море        | Проходить південніше острова Жохова, Росія                                                                                     |
| 76°0′ пн. ш. 161°24′ сх. д. / 76.000° пн. ш. 161.400° сх. д. | Північний Льодовитий океан  | |
| 76°0′ пн. ш. 122°35′ зх. д. / 76.000° пн. ш. 122.583° зх. д. | Канада                      | Північно-Західні території — проходить через острів принца Патріка                                                             |
| 76°0′ пн. ш. 119°27′ зх. д. / 76.000° пн. ш. 119.450° зх. д. | Протока Крозьє[en]          | |
| 76°0′ пн. ш. 118°6′ зх. д. / 76.000° пн. ш. 118.100° зх. д.  | Канада                      | Північно-Західні території — проходить через острів Еглінтон                                                                   |
| 76°0′ пн. ш. 117°33′ зх. д. / 76.000° пн. ш. 117.550° зх. д. | Протока Келлетт[en]         | |
| 76°0′ пн. ш. 116°26′ зх. д. / 76.000° пн. ш. 116.433° зх. д. | Канада                      | Північно-Західні території — проходить через острів Мелвілл                                                                    |
| 76°0′ пн. ш. 111°58′ зх. д. / 76.000° пн. ш. 111.967° зх. д. | Затока Гекла-енд-Гріпер[en] | |
| 76°0′ пн. ш. 109°29′ зх. д. / 76.000° пн. ш. 109.483° зх. д. | Канада                      | Нунавут — проходить через острів Мелвілл                                                                                       |
| 76°0′ пн. ш. 107°35′ зх. д. / 76.000° пн. ш. 107.583° зх. д. | Затока Везеролл[en]         | |
| 76°0′ пн. ш. 106°44′ зх. д. / 76.000° пн. ш. 106.733° зх. д. | Канада                      | Нунавут — проходить через острів Мелвілл                                                                                       |
| 76°0′ пн. ш. 105°50′ зх. д. / 76.000° пн. ш. 105.833° зх. д. | Протока Баям-Мартін[en]     | |
| 76°0′ пн. ш. 103°22′ зх. д. / 76.000° пн. ш. 103.367° зх. д. | Канада                      | Нунавут — проходить через острів Массі                                                                                         |
| 76°0′ пн. ш. 102°27′ зх. д. / 76.000° пн. ш. 102.450° зх. д. | Затока Ерскін[en]           | проходить північніше острова Александр, Нунавут, Канада                                                                        |
| 76°0′ пн. ш. 101°44′ зх. д. / 76.000° пн. ш. 101.733° зх. д. | Канада                      | Нунавут — проходить через острів Батерст і затоку Мей[en]                                                                      |
| 76°0′ пн. ш. 97°37′ зх. д. / 76.000° пн. ш. 97.617° зх. д.   | Протока Квінс[en]           | Проходить північніше острова Берінг, Нунавут, Канада Проходить південніше островів Дандас[en] та Маргарет[en], Нунавут, Канада |
| 76°0′ пн. ш. 94°35′ зх. д. / 76.000° пн. ш. 94.583° зх. д.   | Протока Веллінгтон[en]      | Проходить північніше острова Бейлі-Гамільтон[en], Нунавут, Канада                                                              |
| 76°0′ пн. ш. 92°33′ зх. д. / 76.000° пн. ш. 92.550° зх. д.   | Канада                      | Нунавут — проходить через острів Девон                                                                                         |
| 76°0′ пн. ш. 89°55′ зх. д. / 76.000° пн. ш. 89.917° зх. д.   | Протока Джонс[en]           | |
| 76°0′ пн. ш. 79°23′ зх. д. / 76.000° пн. ш. 79.383° зх. д.   | Канада                      | Нунавут — проходить через острів Коберг[en]                                                                                    |
| 76°0′ пн. ш. 79°3′ зх. д. / 76.000° пн. ш. 79.050° зх. д.    | Море Баффіна                | |
| 76°0′ пн. ш. 67°15′ зх. д. / 76.000° пн. ш. 67.250° зх. д.   | Гренландія                  | Проходить через скелі Крімсон поблизу миса Йорк                                                                                |
| 76°0′ пн. ш. 66°37′ зх. д. / 76.000° пн. ш. 66.617° зх. д.   | Затока Мелвілл[en]          | |
| 76°0′ пн. ш. 59°45′ зх. д. / 76.000° пн. ш. 59.750° зх. д.   | Гренландія                  | Проходить через льодовик короля Оскара[en]                                                                                     |
| 76°0′ пн. ш. 19°54′ зх. д. / 76.000° пн. ш. 19.900° зх. д.   | Затока Дове                 | |
| 76°0′ пн. ш. 18°34′ зх. д. / 76.000° пн. ш. 18.567° зх. д.   | Гренландія                  | Проходить через острів Сторе-Коллевей[en]                                                                                      |
| 76°0′ пн. ш. 18°28′ зх. д. / 76.000° пн. ш. 18.467° зх. д.   | Атлантичний океан           | Гренландське море |